# Ракитска
Ракитска или Ракицка (на албански: Rakickë или Rakicka) е село в Албания в община Девол, област Корча.

## Местоположение
Селото е разположено в планината Сува гора, между Голямото и Малкото Преспанско езеро, на границата с Гърция под граничния връх Голина (1400 m) на изток.

## История
Селото се споменава в османски дефтер от 1530 година под името Ракичко, спахийски зиамет и тимар, с 22 ханета гяури, 30 ергени гяури и 1 вдовица гяурка.
Според статистиката на Васил Кънчов („Македония. Етнография и статистика“) в 1900 година Ракицка  е чисто арнаутско село.
На Етнографската карта на Битолския вилает на Картографския институт в София от 1901 година Раково е чисто българско село в Корчанската каза на Корчанския санджак с 45 къщи. Същевременно Ракицка отбелязано като чисто албанско мюсюлманско село в Корчанската каза на Корчанския санджак със 70 къщи, а Ракицка като чисто албанско село в Битолската каза на Битолския санджак с 40 къщи.
В Екзархийската статистика за 1908/1909 година Атанас Шопов поставя Раково в списъка на „българо-патриаршеските села“ в Корчанска каза.
Боривое Милоевич пише в 1921 година („Южна Македония“), че Ракицка има 65 къщи арнаути мохамедани.
До 2015 година селото е част от община Прогър.